# Staatsangehörigkeit auf Zypern

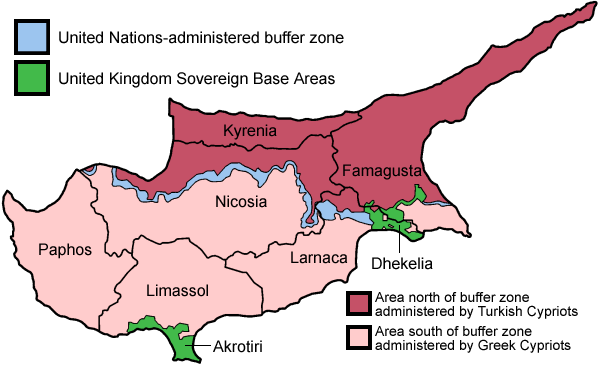
De facto-Souveränitätsverhältnisse auf Zypern. Die grünen Zonen sind die britischen Militärbasen Akrotiri und Dekelia. Die von der UNO kontrollierte entmilitarisierte Pufferzone ist hellblau.

Die Verhältnisse der Staatsangehörigkeit auf Zypern, einer Insel im östlichen Mittelmeer, sind wegen der de facto dreigeteilten Souveränität komplex.
Wo im Folgenden von „zypriotischer Staatsbürgerschaft“ gesprochen wird, ist die der Republik Zypern gemeint.

## Historisches

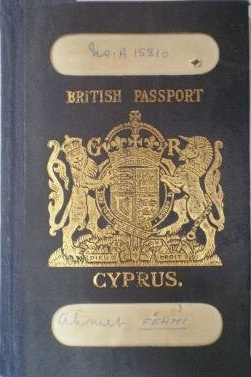
Britischer Reisepass aus der Regierungszeit Georg VI.

Bis zur 1878 erfolgten Übernahme der Insel durch die Briten waren die Einwohner osmanische Untertanen, für die das Staatsangehörigkeitsgesetz von 1869 galt.
Wer in den Jahren des Protektorats (1878–1914) auf Zypern geboren wurde, erhielt den Status einer „British Protected Person“. Während der Kolonialzeit regelte zunächst der British Nationality and Status of Aliens Act 1914 die Staatsangehörigkeit einheitlich für „British Crown Dominions“.
Später erging der British Nationality Act 1948, der den Status kolonialer Untertanen (“British subjects”) neu regelte. Neugeschaffen wurde der Status des „Citizen of the United Kingdom and Colonies“ (CUKC) und für Einwohner neu unabhängig werdender Gebiete der des „Commonwealth citizen“ zusätzlich zu den jeweiligen Staatsbürgerschaften.

## Republik Zypern
Volljährige British Subjects, geboren zwischen dem 5. November 1914 und 16. August 1960, hatten sich für die zyprische Staatsbürgerschaft zu registrieren und eine Treueerklärung abzugeben. Genauere Regeln fanden sich im Citizenship of the Republic (Renunciation) Law von 1962, das 1967 aufgehoben wurde.
Auslandszyprioten, die vor der Unabhängigkeit nicht fünf Jahre ihres Lebens auf der Insel gelebt hatten, erfüllten nach 1960 nicht die Vorbedingungen für die neue Staatsangehörigkeit, sie blieben CUKC und wurden später dann, wenn sie keine andere Staatsangehörigkeit erwarben, British Overseas citizen – ein Status der ihnen zwar Reisepässe verschafft, aber nirgendwo Daueraufenthaltsrecht, sie somit effektiv staatenlos macht.

### Staatsangehörigkeitsgesetz 1967
Grundlegend war das 1967 in Kraft getretene Staatsangehörigkeitsgesetz, zusammen mit der 1969 erlassenen Citizenship Regulation of the Republic of Cyprus. Die Zuständigkeit liegt beim Innenministerium. Gleichberechtigung in Staatsangehörigkeitsfragen schuf das Republic of Cyprus Citizenship (Amendment) Law of 1999. Volljährig war man ab 21 Jahren. Durch spätere Änderungen wurde das Volljährigkeitsalter auf 18 Jahre gesenkt. Einbürgerungen für minderjährige Kinder sind eigens zu beantragen.
Erwerb
- bis 1999: durch Geburt, jedes eheliches Kind eines zypriotischen Vaters. Seitdem auch uneheliche Kinder zyprischer Mütter.
- wer seit dem 16. August 1961 auf Zypern geboren wurde, mit mindestens einem zyprischen Elternteil, sofern innerhalb von zwei Jahren eine Registrierung erfolgt.
- auf Antrag, vorbehaltlich einer Treueerklärung, „guten Charakters“ und mindestens zwölf Monaten legalen Aufenthalts auf der Insel
  - Personen zyprischer Herkunft. Dies gilt auch für ausländische Ehepartner (und seit 1998 Witwen), wenn die Ehe mindestens zwei Jahre gedauert hat. (Seit Dezember 2015 sind gleichgeschlechtliche Lebenspartnerschaften anerkannt.)
  - Nachfahren von Personen, die durch die Annexation of Cyprus Order in Council of 1914[8] britische Untertanen geworden waren.
- Einbürgerungen (πολιτογράφηση) auf Antrag, vorbehaltlich einer Treueerklärung, „guten Charakters“ und mindestens zwölf Monaten legalen Aufenthalts auf der Insel vor Antragstellung, und:
  - in den letzten sieben Jahren mindestens vier in Zypern gelebt oder im Staatsdienst gestanden hat.[9] Für Sportler, Hausangestellte, Pflegekräfte und Angestellte von Off-Shore-Firmen ist diese Frist neun Jahre innerhalb von zwölf.
  - seit drei Jahren (bis 2001 zwei) mit Zyprioten verheiratet sind und die als Familie seit zwei Jahren im Lande gelebt haben.

Änderungen bezüglich der Staatsangehörigkeit werden am Tage der Registrierung, oder Aushändigung des Certificate of Citizenship gültig. Mehrstaatlichkeit wird toleriert. Die Aufgabe andrer Staatsangehörigkeiten kann jedoch vom Minister zur Auflage einer Einbürgerung gemacht werden.
Zwischen 1985 und März 2009 gab es 5.395 Einbürgerungen, 12.824 Personen, die aufgrund Heirat Zyprer wurden, zu beiden noch 5.106 minderjährige Kinder. Knapp 24.000 „Abstammungszyprioten“ registrierten im selben Zeitraum.
Verlust
Die Staatsbürgerschaft kann auf Antrag aufgegeben werden. Das Innenministerium kann seit 1972 eine solche Registrierung in Kriegszeiten oder, wenn der Verdacht auf Wehrdienstvermeidung vorliegt, verweigern.
Die Staatsbürgerschaft kann Eingebürgerten vom Ministerrat entzogen werden, wenn:
- beim Einbürgerungsantrag falsche Angaben gemacht wurden.
- der Neubürger innerhalb der ersten fünf Jahre zu mehr als einem Jahr Haft verurteilt wurde.
- ein Eingebürgerter sich durch der Republik gegenüber illoyal verhält oder gegen sie zu den Waffen greift.
- seit mindestens sieben Jahren im Ausland lebt, dort nicht für den Staat oder eine internationale Organisation tätig ist und seiner jährlichen Meldepflicht bei der zuständigen konsularischen Vertretung nicht nachkommt.

Betroffene haben ein Recht auf Anhörung.
Diese Bestimmungen wurden im August 2020 verschärft. Entzug ist nun auch möglich wenn der Neubürger innerhalb von zehn Jahren wegen eines Sexualdelikts (“offense involving a moral obscenity”) verurteilt wird oder auf die Sanktionsliste der EU oder Interpol kommt.
Kauf
Offiziell heißt das Programm des käuflichen Erwerbs der Staatsangehörigkeit „Scheme for Naturalization of Investors in Cyprus by exception“. Anträge stellen können Unbescholtene, die mit Aufenthaltserlaubnis im Lande lebend und hier über selbstgenutztes Wohneigentum im Mindestwert von € 500.000 verfügen, sowie:
- Geschäftsführer o. ä. sind, die über drei Jahre mindestens € 100.000 Steuern gezahlt haben, oder
- Investoren mit Landbesitz u. ä. im Werte von mehr als € 2 Mio. Derartiges darf drei Jahre nach Einbürgerung nicht verkauft werden.
- Eigentümer von Firmen, in die mehr als € 2 Mio. im Lande investiert wurden und die mindestens fünf Zyprer oder EU-Bürger angestellt haben. Antragstellung ist fünf Jahre nach Aufnahme des Geschäftsbetriebs möglich.
- Eigner von Anteilen im Wert von über € 2 Mio. in zugelassenen Alternative Investment Funds,[12] die drei Jahre nicht abgezogen werden dürfen.

Für Ehegatten oder Lebenspartner kann ein gemeinsamer Antrag gestellt werden. Minderjährige Kinder können nach Genehmigung registriert werden. Ebenso können Eltern und volljährige Kinder dann Anträge stellen. Seit einer Gesetzesänderung 2019 entscheidet ab Februar 2020 nicht mehr alleine das Kabinett, sondern eine Kommission des Parlaments hat ein Mitspracherecht. Nun durften gegen Antragsteller auch keine Ermittlungsverfahren anhängig sein und sie sich nicht auf einer westlichen Sanktionsliste finden. Ebenso ausgeschlossen wurden “politically exposed persons.” D.h. Personen, die in den letzten fünf Jahren eine bedeutende staatliche Stellung innegehabt hatten, was auch für Familienangehörige galt.

Als erste von einem Entzug nach den neuen Regeln betroffen waren im Oktober 2020 als (mutmaßliche) Milliardenbetrüger u. a. die Iraner Maleksabet Ebrahimi und sein Sohn Maleksabet Ebrahim, der Malaysier Jho Low sowie die Kambodschanerin Sopheap Choeung (samt Mann und Kind).
Von der Einführung 2014 bis Februar 2020 wurden etwa 4000 Investoren eingebürgert, in gut 50 Fällen dies wieder zurückgenommen. Unter den 2351 Antragstellern 2017–19 waren 922 Russen, 432 Chinesen (darunter Yang Huiyan), 100 Ukrainer (darunter Mykola Slotschewskyj), je knapp unter 100 Libanesen und Jordanier sowie je 30–40 Inder (darunter Apurv Bagri, Sohn des Baron Bagri), Südafrikaner, Ägypter und US-Amerikaner. Etwa 60 Ablehnungen erfolgten wegen (mutmaßlichen) kriminellem Hintergrund.
Mit Wirkung zum 1. November 2020 wurde, nach Aufdeckung korrupter Praktiken, das Investorenprogramm abgeschafft.

### Menschenrechtsproblematik
Zwar erhebt die Republik Zypern einen Alleinvertretungsanspruch über die ganze Insel, gleichzeitig betrachtet sie alle aus dem Norden Kommenden als illegal eingereist, denen Bürgerrechte verweigert werden. Es werden geschätzt 160–170.000 Personen türkischer Abstammung (Halb- und Vierteltürken) vom Erwerb durch Registrierung ihrer Staatsbürgerschaft ausgeschlossen. Das Committee on the Rights of the Child kritisierte Zypern 2009 und 2014 für seine restriktive Auslegung des Staatsangehörigkeitsrechts hinsichtlich „zyprischer Kinder türkischer Abstammung“ (geschätzt etwa 17.000 Halbtürken). Anträge auf Registrierung für diese Personenkreise werden oft einfach bei der Bearbeitung „vergessen“, im Jahr 2018 schätzte der UNO-Menschenrechtskommissar 15.000–25.000 solcher Fälle. Die längste bekannt gewordene Bearbeitungsdauer war 14 Jahre.
Seit 2012 ist der kostenfreie Zugang zum staatlichen Gesundheitssystem auf Personen mit Wohnanschriften im Süden beschränkt. Auch ihr Wahlrecht dürfen zypriotische Staatsbürger nicht ausüben, wenn sie im Norden wohnen.
Bei Einbürgerungsverfahren gibt es eine institutionelle Bevorzugung griechischstämmiger Antragsteller: Etliche der 15.000–20.000 „pontischen Griechen“, die nach dem Zerfall der Sowjetunion ins Land kamen, werden nach sieben Jahren anstandslos eingebürgert. Um aus Griechenland Zuwanderer anzulocken, gab es Steueranreize und „Rabatt“ beim Wehrdienst (3 oder 6 Monate statt der üblichen 25, heute verkürzt).
Die Republik Zypern ist weder dem Übereinkommen über die Rechtsstellung der Staatenlosen noch dem Übereinkommen zur Verminderung der Staatenlosigkeit beigetreten. Auch die European Convention on Nationality hat man nicht unterzeichnet.

## Türkische Republik Nordzypern
Im Juli 1974 erfolgte ein Putsch der zypriotischen Nationalgarde, dessen Junta die Macht zu ergreifen und die Insel mit dem ebenfalls unter Militärdiktatur stehenden Griechenland zu vereinigen trachtete. Am 20. Juli landeten daraufhin, gerechtfertigt durch den Londoner Garantievertrag 1959, türkische Truppen, die das nördliche Drittel der Insel besetzten.
In einer ersten Verfassung des „Türkischen Föderativstaats von Zypern“ 1975 war nur von „Türken“ die Rede, eine Trennung zwischen diesen und „Zyperntürken“ fand nicht statt. Erst Art. 67 der Verfassung 1985 brachte diese. Von 1974 bis 1979 war es für vom Festland zuwandernde Siedler problemlos, die „nordzyprische Staatsbürgerschaft“ zu erhalten, danach vergleichsweise schwer.
Am 15. November 1983 rief das Parlament der Türkischen Republik Nordzypern (TRNZ) unter Berufung auf das Selbstbestimmungsrecht der Völker die Unabhängigkeit aus. Die Regierung der Türkischen Republik Nordzypern ist nur von der Türkei diplomatisch anerkannt. Sie erfüllt jedoch die Bedingungen der Definition eines Staates nach der Konvention von Montevideo Einbürgerungen waren nach fünfjährigem Aufenthalt möglich. Die eigentliche Verleihung erfolgt durch Ministerratsbeschluss. Bei einer Sitzung 2002 wurden knapp 1.600 Einbürgerungen gleichzeitig vorgenommen.
Seit 2016 ist der normale Erwerb der TRNZ-Staatsangehörigkeit nur noch durch Abstammung, für Kämpfer der türkischen Widerstandsorganisation (1958–1974) oder bei Heirat möglich. Allerdings gibt es gem. § 9(b) auch ein Investorenprogramm. Daueraufenthalt wird nicht verlangt.
Im Vorfeld des EU-Beitritts und der Volksabstimmung über den Annan-Plan schätzte man, dass rund 45.000 Siedler vom türkischen Festland seit 1975 die TRNZ-Staatsbürgerschaft erhalten hatten, davon gut 22.000 vor 1981, aber auch oft durch Einheirat. Durch den Beitritt 2004 wurden alle Zyprioten, die einen Anspruch auf die zypriotische Staatsbürgerschaft gemäß dem Gesetz von 1967 haben, auch Unionsbürger. Die EU betrachtet Nordzypern als „Sondergebiet“.
Trotz der damit verbundenen Schwierigkeiten haben zwischen 1999 und 2009 knapp 102.000 zypriotische Türken Geburtsurkunden der Republik beantragt und erhalten. Etwa 55.000 haben in derselben Zeit einen zypriotischen Pass erhalten.
Angehörige der TRNZ genießen, wenn sie in der Türkei leben, abgesehen vom Wahlrecht, alle Bürgerrechte. Ihnen werden auch türkische Pässe ausgestellt. Sie müssen für die volle türkische Staatsbürgerschaft lediglich einen schriftlichen Antrag stellen.

## Sovereign Base Areas
Zum Zeitpunkt der Unabhängigkeit behielt Großbritannien dauerhaft die Sovereign Base Areas of Akrotiri and Dhekelia, in denen 2011 geschätzt 15.700 Zivilisten lebten. Staatsangehörigkeitsrechtlich waren sie CUCKs, sofern sie nicht aus gewissen Gründen 1960 automatisch zypriotische Staatsbürger wurden. Seit 1. Juli 1962 wurde ihnen durch den Commonwealth Immigrants Act 1962 die Ansiedlung in Großbritannien stark erschwert.
Seit der Gesetzesänderung zum 1. Januar 1983 gelten die Gebiete als British Overseas Dependent Territory, ihre Bewohner sind British Overseas Territories citizen. Von der automatischen Verleihung der vollen britischen Staatsbürgerschaft für alle bisherigen British Dependent Territories citizens bei der Gesetzesreform zum 22. Mai 2002 wurden sie ausdrücklich ausgenommen. Allerdings haben viele einen Anspruch auf volle britische Staatsbürgerschaft, wenn sie mindestens einen britischen Großelternteil hatten oder für das Militär auf den Basen gearbeitet haben.
Verzwickt ist durch die Kompromisslosigkeit des Londoner Home Office die Lage für die wenigen Flüchtlinge, die vor 2003 anlandeten, als die Republik Zypern sich bereit erklärte, für Asylfragen inselweit zuständig zu sein. Strengjuristisch sind sie nur geduldet, leben somit nicht dauerhaft legal im Lande, können somit auch keine Einbürgerungsanträge stellen, dürfen nur eingeschränkt arbeiten und konnten lange auch die kleinen Gebiete nicht verlassen.

## UN-Pufferzone
Die knapp drei Prozent der Landfläche einnehmende UN-Pufferzone wird von knapp zehntausend Menschen vor allem in den Dörfern Deneia, Athienou, Troulli und Pyla bewohnt. Die meisten dürften Bürger gemäß dem Gesetz von 1967 sein.